# Anthropodyptes gilli
Anthropodyptes gilli är en utdöd fågel i familjen pingviner inom ordningen pingvinfåglar. Den beskrevs 1959 utifrån fossila lämningar från tidig miocen funna i Australien.